# Adam Jaczynowski
Adam Jaczynowski (ur. 1862, zm. 1931) – historyk, pedagog, działacz oświatowy.
Pierwszy dyrektor Gimnazjum i Liceum im. św. Stanisława Kostki w Warszawie. Jego wychowankiem był m.in. Witold Gombrowicz. Jaczynowski przyjaźnił się m.in. z prymasem Królestwa Polskiego, kardynałem Aleksandrem Kakowskim. Ojciec Stanisława Jaczynowskiego, naczelnego inżyniera Centralnego Zarządu Budownictwa Wodno-Inżynieryjnego, został pochowany na warszawskich Powązkach.
W 1910 r. opublikował na łamach „Ziemi” (nr 22 s. 340) artykuł Żmudź i Żmudzini ilustrowany 13 własnymi fotografiami.